# Penna ottica

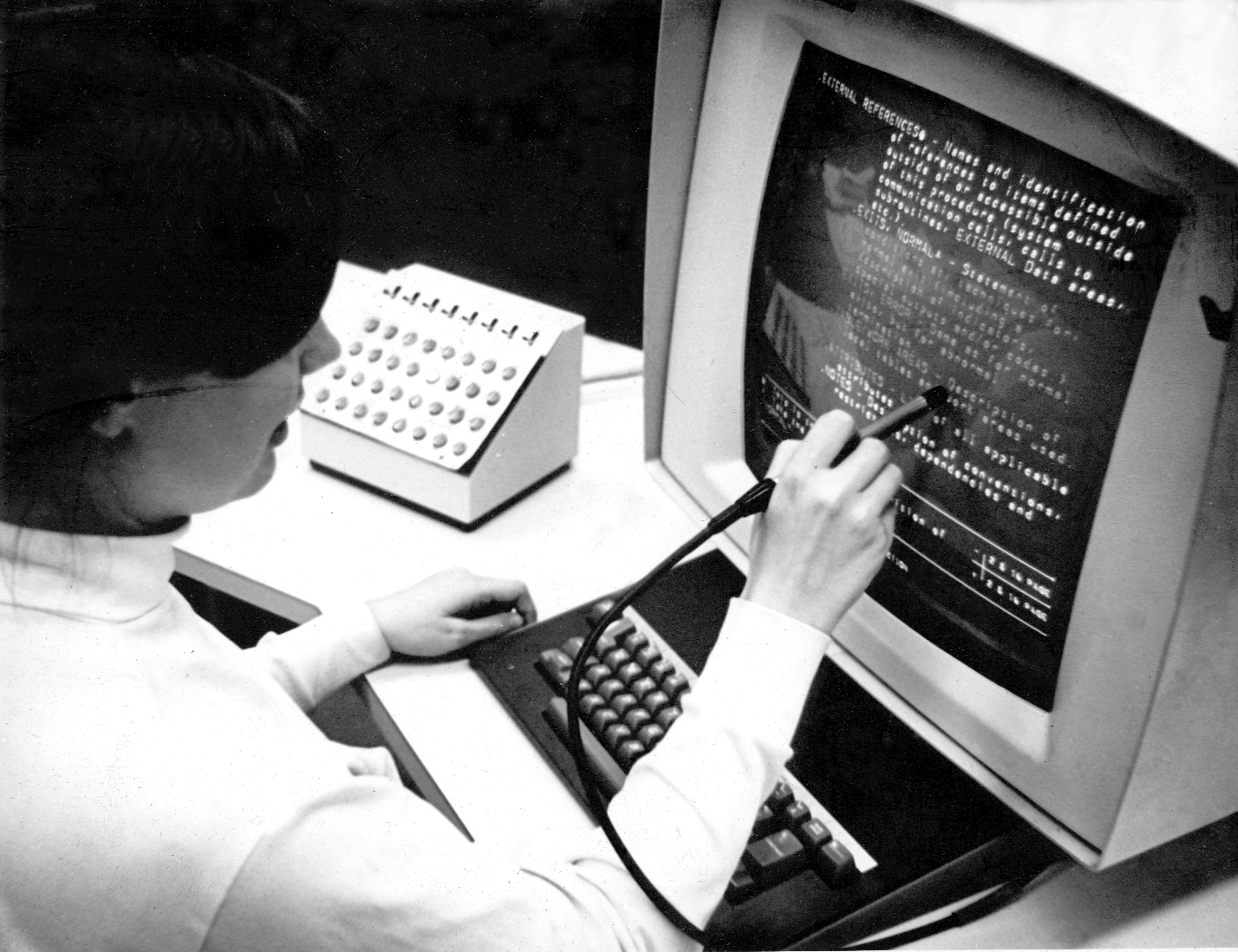
Foto della console dell'Hypertext Editing System (HES) in uso all'università Brown, ottobre 1969 circa. La foto mostra l'HES su una stazione video IBM 2250 Mod 4, che includeva penna ottica e una tastiera con tasti funzione, accoppiato con il mainframe IBM System/360 dell'Università Brown.

La penna ottica è un dispositivo collegato ad un computer che individua il passaggio del pennello elettronico che disegna l'immagine su uno schermo CRT.
Quando il foto-resistore inserito nella penna ottica viene colpito dal pennello elettronico, il computer riceve un segnale e può stabilire le coordinate del punto che viene disegnato in quel determinato istante perché il movimento del pennello elettronico è controllato dai segnali generati dal computer stesso.
Per alcuni computer come il Commodore 64 o l'Amiga è sufficiente collegare direttamente una penna ottica compatibile, per altri, come lo Spectrum o l'Olivetti Prodest o gli MSX, serve anche una cartuccia che contiene componenti elettronici aggiuntivi.
Una forma più moderna della penna ottica è la pistola usata in alcuni videogiochi.
Talvolta i lettori di codici a barre sono chiamati penne ottiche quando hanno la forma di penna. La punta è costituita da una fibra ottica e da un rubino artificiale, all'esterno è protetta da un involucro di acciaio antimagnetico. È particolarmente usata in ambito industriale poiché molto resistente e dotato di un dispositivo che, in caso di caduta accidentale è in grado di far rientrare la punta.